# Briedel

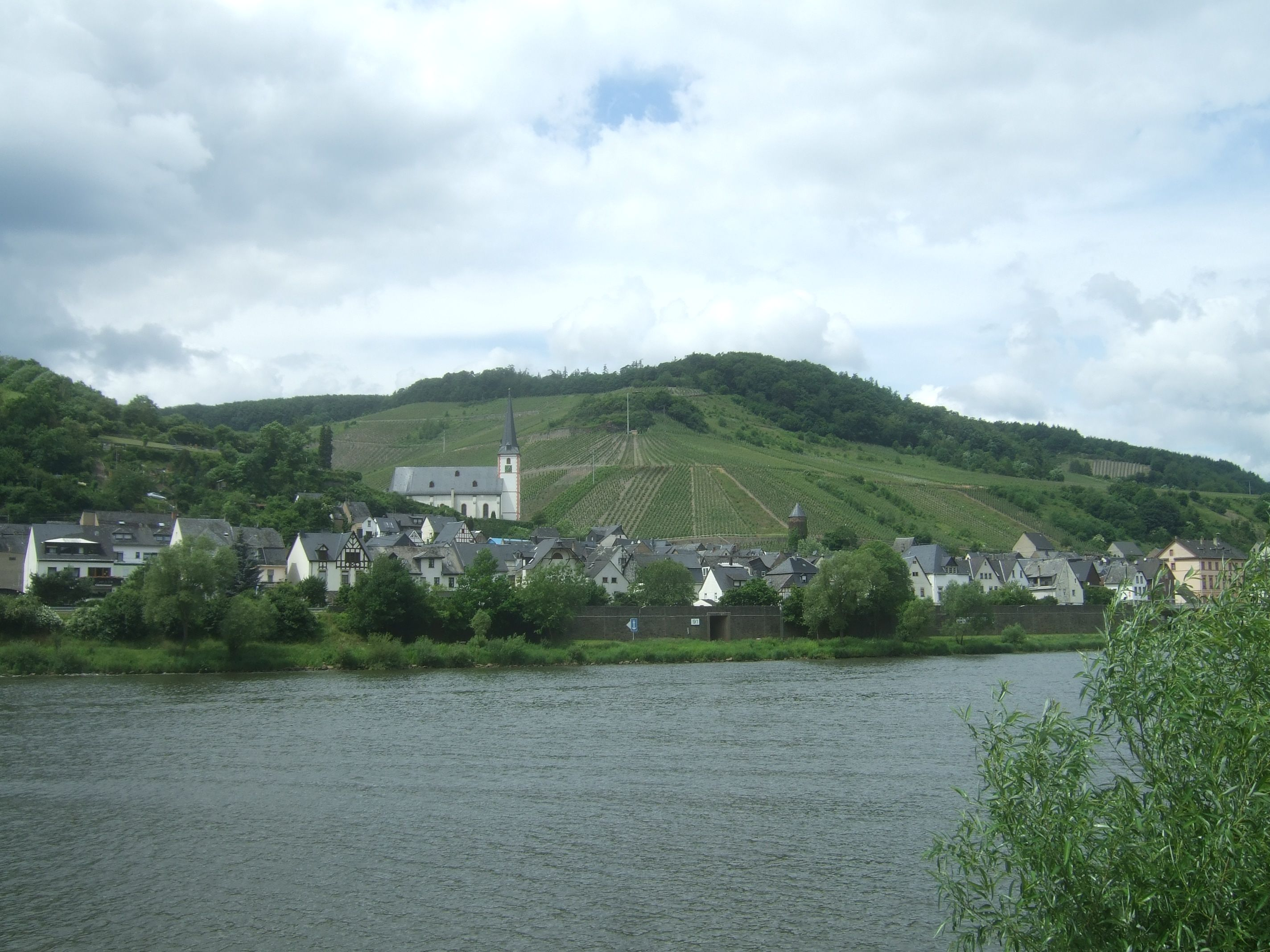
Südlicher Teil Briedels (2009), in der Bildmitte erhöht die Pfarrkirche St. Martin

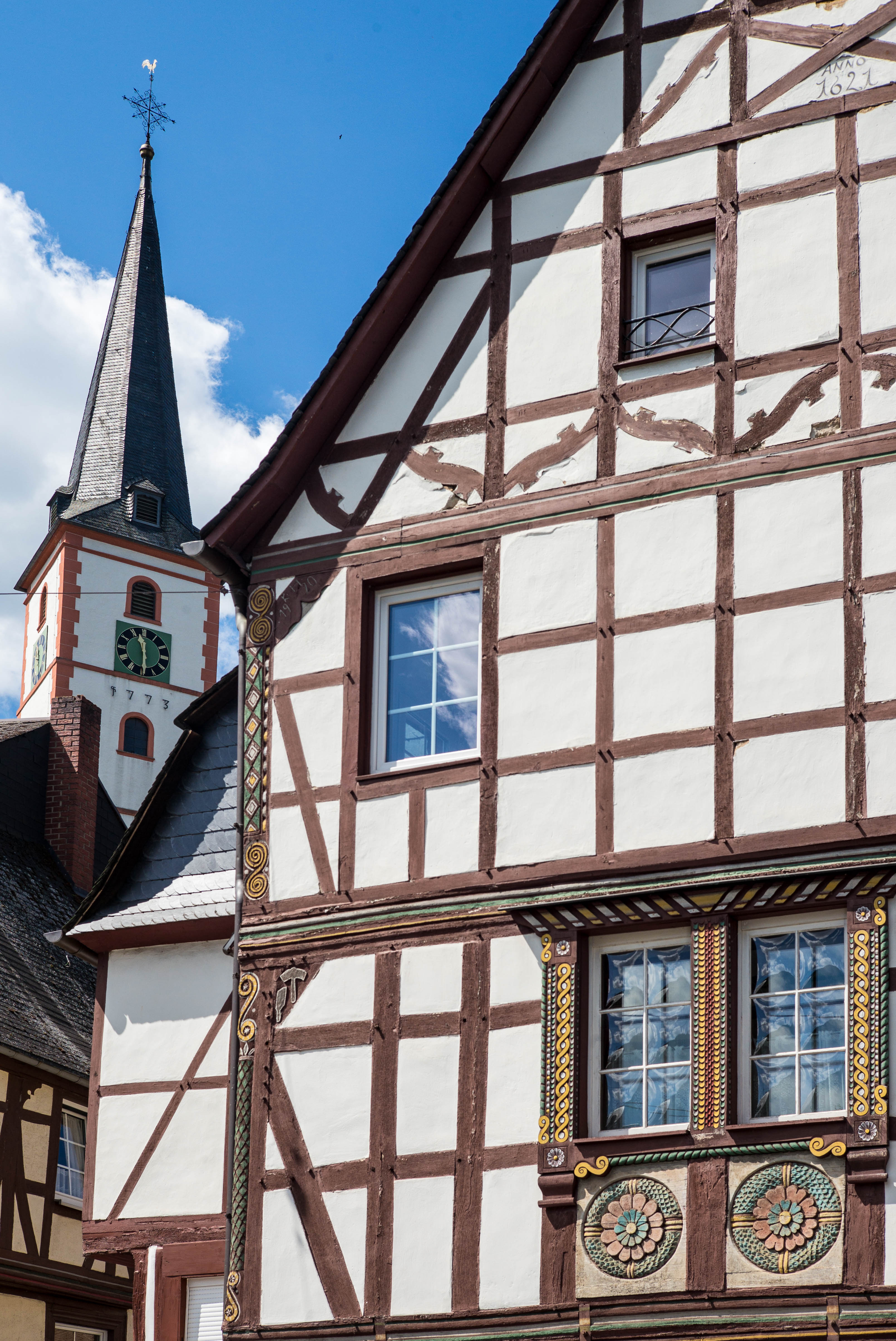
Kirche St. Martin und Fachwerkimpression aus Briedel

Briedel ist eine Ortsgemeinde im Landkreis Cochem-Zell in Rheinland-Pfalz. Sie gehört der Verbandsgemeinde Zell (Mosel) an.

## Geographie
Briedel ist ein alter Weinort an der Mittelmosel. Zur Ortsgemeinde gehören auch die Wohnplätze Briedeler Heck, Bummkopf, Grube Gute Hoffnung, Haus Lichthell, Hohestein und Maiermund sowie die ehemalige Domäne Margaretenhof.

## Geschichte

### Vorgeschichte bis 500 n. Chr.
Ausgrabungen im Jahre 1870 auf der Briedeler Heck bezeugen bereits eine Besiedelung der Region während der Jüngeren Steinzeit. Bei Ausgrabungen 1936/37 und 1953/54 wurden große Gräberfelder mit reichen Grabbeigaben gefunden, die eine Belegung von der späten Hallstattzeit bis zum Ende der Römerzeit, also über rund 1.000 Jahre erkennen lassen. Im Jahre 293 hatte angeblich  Constantius I. Chlorus, der römische Statthalter in Trier, bei seiner Rückkehr nach Rom Briedeler Wein im Gepäck, der Kaiser Diokletian sehr gemundet haben soll. Um 475 kamen Briedel und die Moselprovinz endgültig in die Hände der Franken. Die romanische und romanisierte Bevölkerung verblieb weitgehend im Moseltal und lebte neben den fränkischen Eroberern, teils in eigenen Siedlungen, teils mit ihnen gemeinsam. Erst allmählich vollzog sich eine Verschmelzung der Volksgruppen. Bis ins hohe Mittelalter hatten die Bewohner noch ihre eigene Sprache, das Moselromanische. Sprachforscher gehen davon aus, dass die Germanisierung erst im 12. Jahrhundert abgeschlossen war.

### Mittelalter: 500–1400
Um 600 entstand die erste Kirche mit dem Patron St. Martin. Die erste urkundliche Erwähnung erfolgte etwa 150 Jahre später am 20. Mai 748, als Bischof Chrodegang von Metz mit Einwilligung des Hausmeiers Pippin, dem späteren karolingischen König (751–768), dem neu gegründeten Kloster Gorze bei Metz neben vielen anderen Besitzungen auch den Weinzehnten zu Briedel, das als Bredaculo beschrieben ist, schenkte. Damit ist diese Urkunde auch einer der ältesten Belege für Weinbau im Moseltal. Am 17. Februar 893 stattete Bischof Rodbert von Metz das Kloster Neumünster mit einer Weinrente der jetzt als villa bredallio bezeichneten Güter aus. Dieser Zehnt wurde 936, 944 und 1138 wurde nochmals bestätigt.
Zahlreiche weitere Belege bestätigen eine Kirche und die Namen Bredal, Bridal oder Bridell sowie mehrere Besitzer der Höfe und Weinberge. Am 5. Februar 1264 verkaufte die Benediktinerabtei St. Trond ihre Höfe in Briedel an die Abtei Himmerod nebst dem Zehnten und dem Patronatsrecht über die Pfarrkirche von Briedel für 1150 Mark Sterlinge. Mit diesem Kauf setzte sich die Abtei Himmerod endgültig in Briedel fest und bestimmte danach über mehr als 500 Jahre die Geschicke der Gemeinde Briedel entscheidend mit. Um das Jahr 1310, nach neueren Erkenntnissen des Landeshauptarchiv Koblenz wohl 1330–1335, wird der Ort unter dem Namen Bridal im Sponheimischen Gefälleregister der Grafschaft Sponheim erwähnt. 1343 besaß Briedel eine Ringmauer mit einem Turm (Eulenturm) und vier Toren. Briedel erhielt am 31. Mai 1376 das Stadtrecht. Damit war Briedel fester Bestandteil des Trierer Kurstaates. Die Bürger feierten das damit verbundene Ende der Leibeigenschaft, mussten aber alsbald einsehen, dass sich für sie nichts änderte. Fron, Zehnt und Knechtschaft blieben bestehen. Das Briedeler Gericht setzte sich aus dem Schultheiß und sieben Schöffen zusammen. 1377 wurde Briedel Teil des Amtes Zell.

### 1400–1700
Seit 1518 führte das Briedeler Gericht ein eigenes Gerichtssiegel, das später zur Vorlage für das heutige Gemeindewappen wurde. 1595 wurde der Ort, der als wohlhabend galt, von Söldnerbanden unter Führung von Hauptmann Langhans am Kirchweihfest überfallen. Sie wurden von den Briedelern, unterstützt von ihren Nachbarn, auseinandergetrieben und mit „blutigen Köpfen“ heimgeschickt. 1632 und 1635 plünderten schwedische Truppen in Briedel und töteten Teile der Bevölkerung, die dann durch die Pest 1636 noch einmal um ein Drittel dezimiert wurde. 1650 plünderten trotz des westfälischen Friedens französische Truppen die Briedeler Kirche und brandschatzten den Ort.
1674 verweigerten Briedel und einige Nachbarorte den französischen Besatzungstruppen in Trier die Kontributionen. Als Racheakt zogen diese aus, um die Orte zu bestrafen. Sie wurden jedoch von kaiserlichen Truppen zurückgeschlagen. Die Ortsbefestigung wurde 1689 von den Franzosen zerstört. Die Briedeler mussten Frondienste beim Bau der Festung Mont Royal leisten.

### 1700–1900
1719 wurden die Gemarkungen und Besitzverhältnis der Weinstöcke neu vermessen. Dabei wurde festgehalten, dass sich in geistlichem Besitz 15,5 Prozent, in ritterlichem Besitz 39,7 Prozent, im Besitz sonstigen Adels 9,7 Prozent und in Privatbesitz lediglich 28,6 Prozent befanden. Von 1772 bis 1774 wurde die heutige Martinskirche errichtet und 1780 eine Orgel eingebaut. Briedel hatte 1784 732 Einwohner, darunter befanden sich 144 Väter, 160 Mütter, 210 Söhne, 197 Töchter, 6 Knechte und 15 Mägde. Zudem besaß der Ort 142 Gebäude mit einem Wert von 37.900 Reichstalern. Ab 1794 stand Briedel unter französischer Herrschaft und gehörte von 1798 bis 1814 zum Kanton Zell im Rhein-Mosel-Département. 1815 kam Briedel zum Königreich Preußen.

### 1900 bis heute
Von 1902 bis 1905 erfolgte der Bau der Moseltalbahn, die im Volksmund als „Saufbähnchen“ bezeichnet wurde. 1939 lebten in Briedel 1.887 Menschen.
Seit 1946 ist der Ort Teil des neu gebildeten Landes Rheinland-Pfalz.
Im August 1947 brach in Briedel eine Para-Typhus-Epidemie aus, der Ort wurde deshalb wochenlang abgesperrt.
Die Siedlung Maiermund entstand nach dem Zweiten Weltkrieg im Zuge der Siedlungsbewegung auf gerodeten Flächen der Briedeler Hecke. Briedel wurde 1969 aufgrund der Verwaltungsreform in den neuen Landkreis Cochem-Zell eingegliedert.
1991 wurde mit Bettina Fischer eine Briedelerin Gebietsweinkönigin Mosel-Saar-Ruwer, 1992 wurde sie „Deutsche Weinprinzessin“.

### Bevölkerungsentwicklung
Die Entwicklung der Einwohnerzahl der Gemeinde Briedel, die Werte von 1871 bis 1987 beruhen auf Volkszählungen:
| Jahr | Einwohner |
| ---- | --------- |
| 1815 | 837       |
| 1835 | 1.304     |
| 1871 | 1.510     |
| 1905 | 1.662     |
| 1939 | 1.887     |
| 1950 | 1.699     |

| Jahr | Einwohner |
| ---- | --------- |
| 1961 | 1.627     |
| 1970 | 1.549     |
| 1987 | 1.173     |
| 1997 | 1.117     |
| 2005 | 1.062     |
| 2024 | 860       |

## Politik

### Gemeinderat
Der Gemeinderat in Briedel besteht aus zwölf Ratsmitgliedern, die bei der Kommunalwahl am 9. Juni 2024 in einer Mehrheitswahl gewählt wurden, und der ehrenamtlichen Ortsbürgermeisterin als Vorsitzender. Bei früheren Wahlen fanden personalisierte Verhältniswahlen statt, bis 2014 gehörten dem Gemeinderat 16 Ratsmitglieder an.
Die Sitzverteilung im Gemeinderat:
| Wahl | CDU               | FWG               | Gesamt   |
| ---- | ----------------- | ----------------- | -------- |
| 2024 | per Mehrheitswahl | per Mehrheitswahl | 12 Sitze |
| 2019 | per Mehrheitswahl | per Mehrheitswahl | 12 Sitze |
| 2014 | per Mehrheitswahl | per Mehrheitswahl | 12 Sitze |
| 2009 | 6                 | 10                | 16 Sitze |
| 2004 | 6                 | 10                | 16 Sitze |

### Bürgermeister
Birgit Goeres wurde am 12. Juli 2024 Ortsbürgermeisterin von Briedel. Bei der Direktwahl am 9. Juni 2024 hatte sie sich mit einem Stimmenanteil von 55,4 % gegen den Amtsinhaber durchsetzen können.
Der Vorgänger von Birgit Goeres, Thomas Steinbach, hatte das Amt am 12. Juni 2019 übernommen. Bei der Direktwahl am 26. Mai 2019 war er mit einem Stimmenanteil von 75,25 % für fünf Jahre gewählt worden. Steinbachs Vorgänger waren bis 2019 Karl-Otto Gippert (CDU) und bis 2012 Bernhard Mathis.

## Kultur und Sehenswürdigkeiten

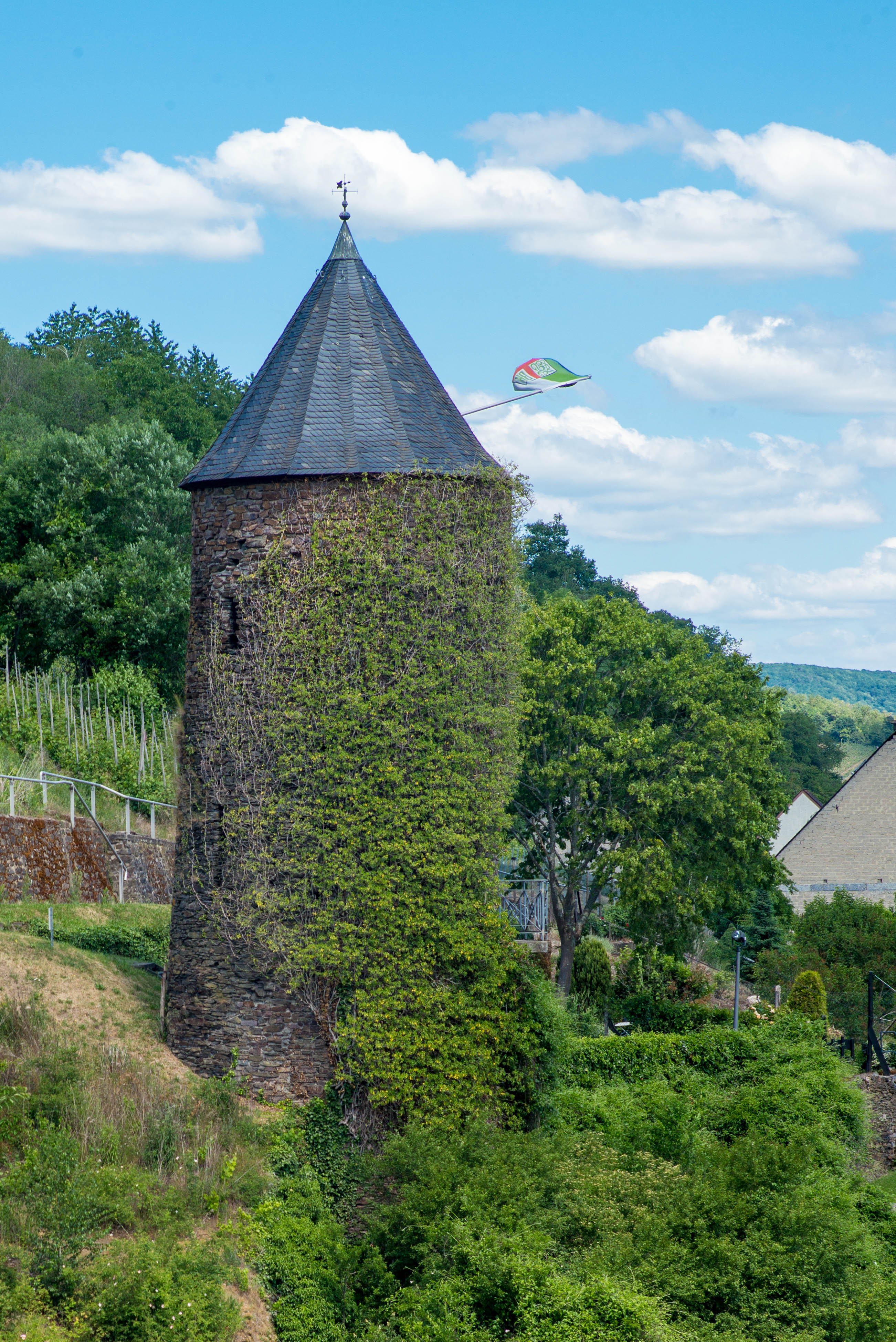
Eulentum

Es gibt zahlreiche Fachwerkhäuser, eine Barockkirche mit einer Stumm-Orgel und Deckenmalereien, den Eulenturm (Teil der alten Briedeler Ummauerung aus dem 14. Jh.) sowie einen Brunnen (Briedeler-Herzchen-Brunnen) in der Ortsmitte. In der Nähe befindet sich das Waldgebiet „Briedeler Schweiz“.

### Regelmäßige Veranstaltungen
- Das „Briedeler Schöffenmahl“ am Samstag nach Fronleichnam.
- Das „Große Weinfest“ am dritten Wochenende im August.

## Wirtschaft und Infrastruktur
Briedel ist ein alter Weinort. Weinlagen sind Briedeler Herzchen, Nonnengarten, Schäferlay, Schelm und Weißerberg. Der Ort verfügt über Hotels, Gaststätten und Privatpensionen.
Die Fähre Briedel verkehrt saisonal von Anfang April bis Ende Oktober zwischen den beiden Flussufern in Briedel und transportiert Fußgänger, Fahrradfahrer und Kraftfahrzeuge.

## Persönlichkeiten
- Johann von Briedel (1521–1571),  Generalvikar und Abt im Kloster Himmerod
- Karl Martin Menten (1957–2024), Radioastronom